# Sosor Tambok
Sosor Tambok is een bestuurslaag in het regentschap Humbang Hasundutan van de provincie Noord-Sumatra, Indonesië. Sosor Tambok telt 389 inwoners (volkstelling 2010).